# 种族与民族关系社会学

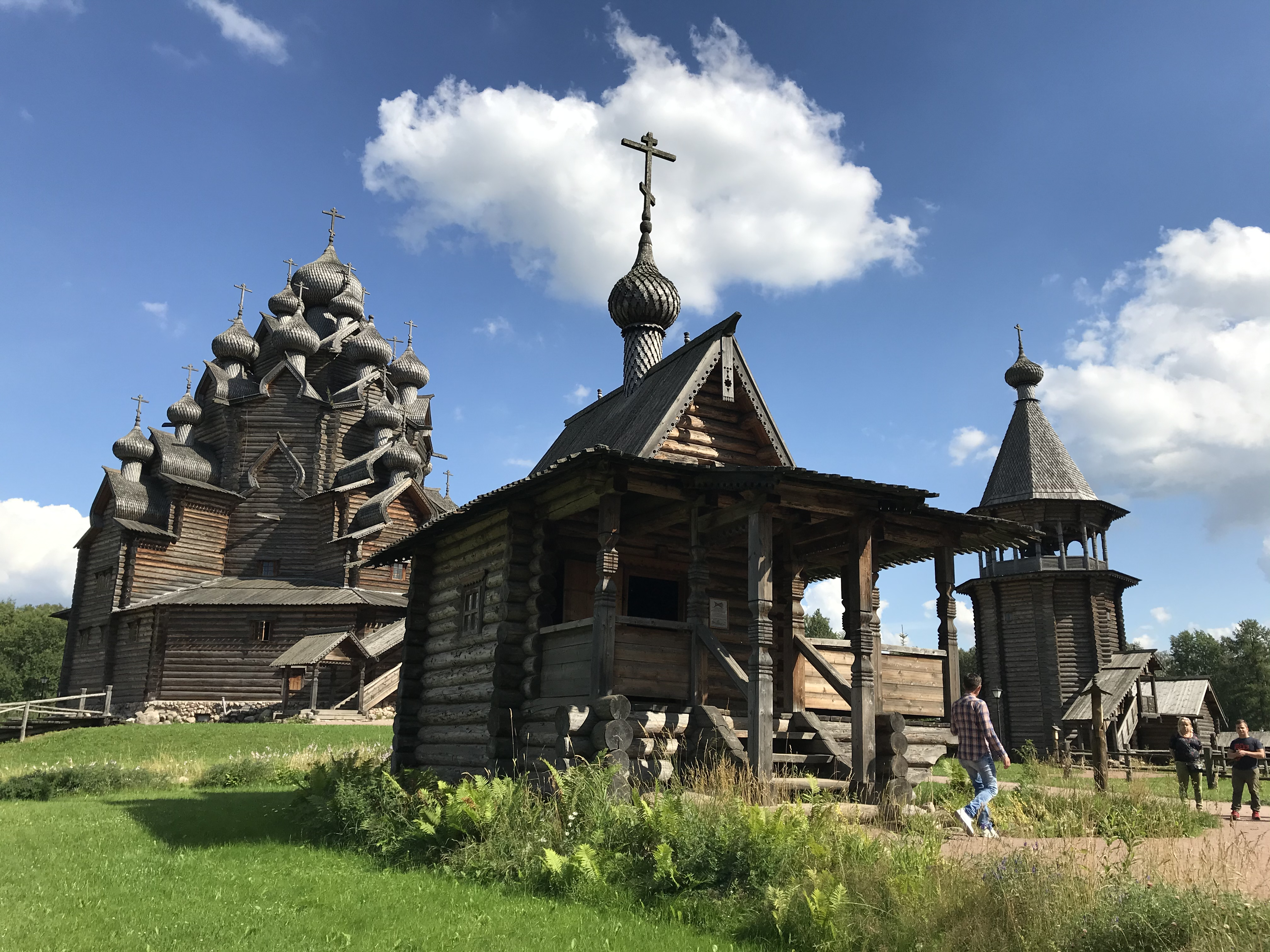
博格斯洛夫卡民族主题公园。俄罗斯弗谢沃洛日区

种族和族裔关系社会学是研究社会各层面种族和族裔之间的社会、政治和经济关系的学科。该领域研究系统性种族主义（如居住隔离）以及不同种族和族裔群体之间的复杂社会过程，并探讨支撑这些过程的相关理论。
种族与民族关系的社会学分析常与后殖民理论、社会分层研究及社会心理学等领域相互交叉。在政治政策层面，民族关系的讨论要么以同化主义，要么以多元文化主义。反种族主义是另一种政策风格，在 20 世纪 60 年代和 70 年代尤为流行。在学术研究层面，民族关系的讨论要么通过个别种族-民族群体的经历进行，要么通过总体理论问题进行。

## 身份
在种族和族群关系社会学研究中，两个关键概念是种族和族群。虽然这两个术语在日常语言中经常互换使用，但它们在社会学话语中却具有不同的含义。
种族被社会学家定义为一种社会建构，基于诸如肤色、面部特征、发质等身体属性，反对其作为生物学事实的解读。同时，种族概念植根于特定历史、政治与经济语境，并通过系统性种族主义得到持续构建与维护。
种族是指与特定群体相关的共同文化特征、习俗和集体身份。种族身份涉及语言、宗教、传统和归属感等元素。
“种族民族”这个术语可以指代那些身份至少部分由种族定义的族群。

## 古典理论家

### W·E·B·杜波依斯
W.E.B. 杜波依斯是 20 世纪的黑人学者和活动家。杜波依斯自学了黑人知识，并将学术视为启发他人了解黑人所遭受的社会不公的一种方式。杜波依斯的研究“揭示了黑人群体是一种症状，而非原因；是一个奋斗、悸动的群体，而非一成不变、病态的犯罪群体；是一个长期的历史发展，而非短暂的事件”。杜波依斯认为，美国黑人应该接受高等教育，并利用他们新的受教育机会在社会上获得更高的地位。他将这个想法称为“天才十分之一”。随着人气的上升，他还宣扬了这样一种信念：如果黑人在某些地方获得自由，他们就必须在所有地方获得自由。在前往非洲和俄罗斯之后，他放弃了自己最初的融合理念，并承认这是一个长期愿景。

### 马克思
马克思的思想对社会学和冲突理论的研究做出了巨大贡献。马克思将社会描述为九个“大”阶级，即资本家阶级和工人阶级，中产阶级则根据自己的意愿选择加入其中。他希望工人阶级能够奋起反抗资本家阶级，以阻止对工人阶级的剥削。他将工人阶级未能组织起来的部分原因归咎于资本家阶级，因为他们将黑人和白人工人分开。这种分离，特别是美国黑人和白人之间的分离，导致了种族主义。马克思将资本主义通过分割劳动力市场和种族收入不平等对种族主义的贡献归咎于资本主义。

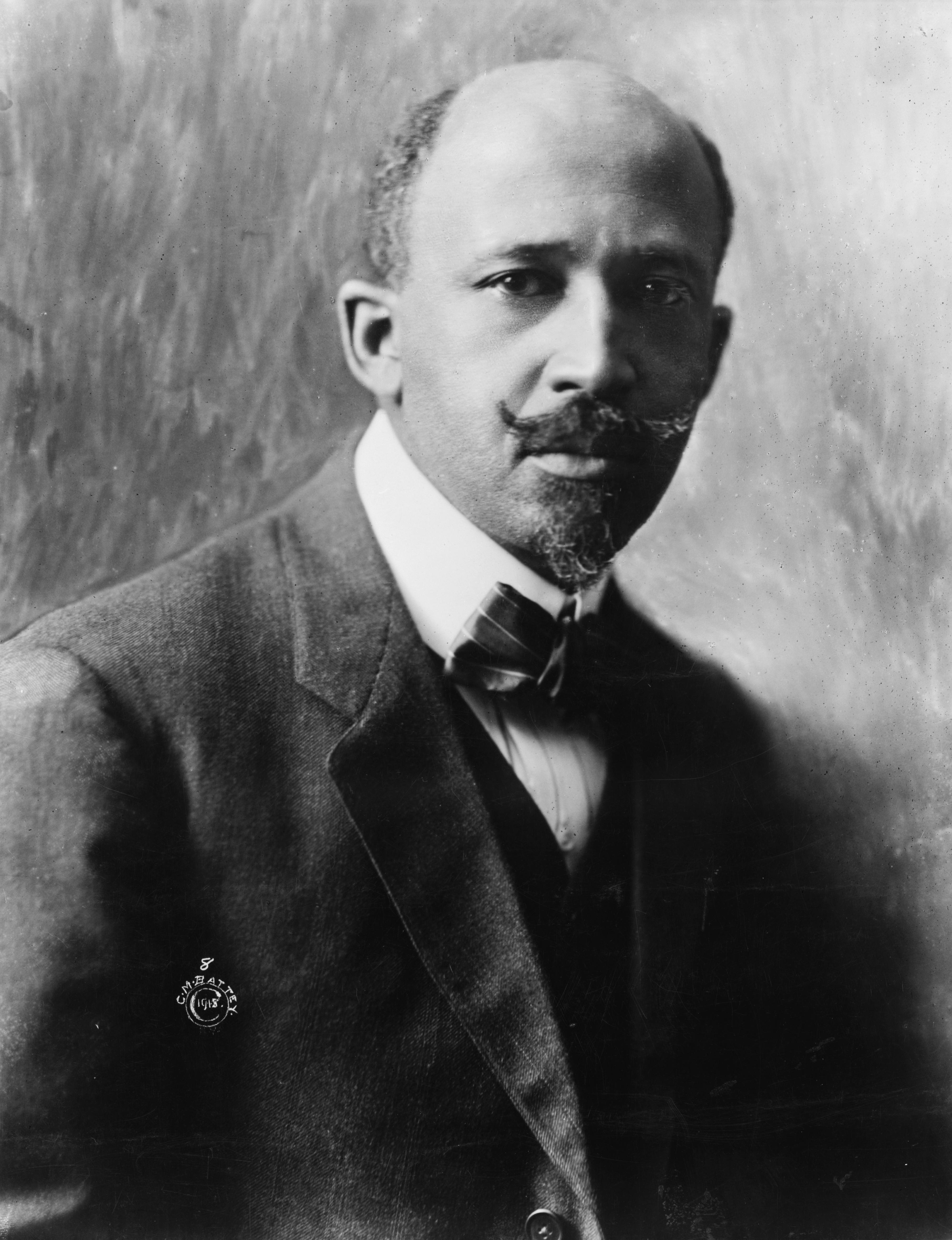
1918 年的 W·E·B·杜波依斯

### 布克·托利弗·华盛顿
布克·T·华盛顿是一位著名的黑人教育家，1856 年出生于弗吉尼亚州，当时还是一名奴隶。华盛顿成年时，奴隶制即将结束，美国南部的分成制取代了奴隶制，导致黑人负债累累。随着重建时代结束后南方的歧视日益加剧，华盛顿认为在美国取得进步的关键在于接受教育和改善经济状况，而不是政治晋升。因此，他在 1881 年创立了塔斯基吉学院（现为塔斯基吉大学），旨在为个人提供教育，帮助他们在不断发展的工业部门找到工作。通过专注于黑人教育，而不是政治晋升，他获得了白人对他事业的经济支持。然而，他暗中对种族隔离和剥夺黑人公民权进行了法律挑战。

### 马克斯·韦伯
马克斯·韦伯于 1906 年开始为族群关系的微观社会学奠定基础。韦伯认为，除非生物学特征被视为共同的特征，否则它们不能成为群体建立的基础。正是这种共同的看法和共同习俗创造了一个族群，并使其与另一个族群区分开来。这与他许多同时代人的观点不同，他们认为一个族群的形成完全由生物学上的相似性决定，与社会对族群成员身份的看法无关。

## 现代理论家

### 爱德华多·博尼利亚-席尔瓦
爱德华多·博尼拉-席尔瓦目前是杜克大学社会学教授，也是 2018 年美国社会学协会会长。他于 1993 年在威斯康星大学麦迪逊分校获得博士学位，并在那里遇到了他的导师查尔斯·卡米克。他说道：“卡米克相信我，并在毕业前告诉我，我应该留在美国，因为我将为美国社会学做出巨大贡献。” 博尼拉-席尔瓦并不是以“种族学者”的身份开始工作的，他最初接受的是阶级分析、政治社会学和发展社会学（全球化）的培训。直到 1980 年代后期，他加入了威斯康星大学呼吁种族平等的学生运动，才开始从事种族研究工作。在他的著作《没有种族主义者的种族主义》中，博尼拉-席尔瓦讨论了不那么明显的种族主义，他将其称为“新种族主义”，这种种族主义“披着合法的外衣”来达到同样的目的。他还讨论了“色盲种族主义”，这本质上就是人们脱离了我们已经实现平等的基础，否认过去和现在的歧视。

### 帕特里夏·希尔·柯林斯
帕特里夏·希尔·柯林斯目前是马里兰大学帕克分校的名誉教授。她于 1984 年获得布兰迪斯大学社会学博士学位。柯林斯是美国社会学协会的候任主席，也是该协会第 100 任主席，也是第一位担任该组织主席的非裔美国女性。柯林斯是一位社会理论家，其工作和研究主要集中在种族、社会阶层、性取向和性别上。她就上述主题撰写了许多书籍和文章。柯林斯的工作重点是交叉性，即通过有色人种女性的视角来看待问题。在她的作品中，她写道：“首先，我们需要对压迫有新的认识，需要新的分析类别，将种族、阶级和性别作为独特但相互关联的压迫结构”。

### 丹尼斯·费雷拉·达席尔瓦
丹尼斯·费雷拉·达席尔瓦是一位训练有素的社会学家和种族批判哲学家。她是不列颠哥伦比亚大学社会公正研究所（性别、种族、性取向和社会公正研究所）的教授兼主任。在加入不列颠哥伦比亚大学之前，她是加州大学圣地亚哥分校的民族研究副教授。达席尔瓦的主要专著《走向全球种族观念》追溯了从笛卡尔到赫尔德的现代哲学思想史，以重建种族作为一个历史和科学概念的出现。在达席尔瓦看来，这种种族关系社会学将思想定位为种族和文化发展的主要场所，而种族和文化在当代背景下作为全球（外部-空间）出现。

## 各国学科发展情况

### 美国
在美国，种族和族裔关系研究受到每次移民浪潮相关因素的广泛影响，因为新移民群体既要努力保持自己的文化和族裔身份，又要融入更广泛的美国主流文化和经济。美国研究中第一个也是最普遍的话题之一是白人美国人和非裔美国人之间的关系，这是因为几百年来种植园强迫奴隶制所造成的沉重的集体记忆和文化挥之不去。
纵观美国历史，随着保持多样性和同化之间的紧张关系呈现出新的形式， 每一波新移民潮都会带来一系列问题。种族主义和冲突往往会在这些时候抬头。然而，从这些知识中我们可以总结出一些关键的潮流：在美国，少数族裔往往会在经济、政治和/或地缘政治危机时期受到惩罚。然而，社会和系统稳定时期往往会减弱不同群体之间存在的任何潜在紧张关系。在社会危机时期——无论是感知到的还是真实的——美国身份的模式或可回避性都会成为美国政治格局中的重要问题。例如，将日裔美国人关进监禁中心的第 9066 号行政命令，以及禁止中国劳工移民美国的 19 世纪排华法案（当地工人将中国劳工视为威胁）。当前的例子包括9/11事件后对美国穆斯林的强烈反对，尽管这些反对发生在公民社会，而不是通过公共政策。
种族和民族关系中一个被深入研究的方面是种族主义和相关贫困所带来的社会影响。这是美国一个极具分裂性的问题，因为它加深了人们对美国不平等和不团结的看法。对重要问题的持续否认和对少数群体问题的排斥导致了暴力动乱，以引起人们对内乱的关注。这导致警察和政府诉诸命令，但代价是疏远和残暴对待少数群体。此外，多数群体也通过使用暴力疏远少数群体。

### 英国
英国少数族裔的人口结构受到其帝国历史的影响。20世纪 50 年代，在帝国解体和第二次世界大战的社会破坏之后，英国积极鼓励和资助外国公民移民。1962年《英联邦移民法》修改了法律，规定只有特定的英联邦成员才可以移民。1968年《英联邦移民法》和1971 年《移民法》再次收紧了这项法律。1968年《种族关系法》扩大了与就业、住房、商业和其他服务相关的某些反歧视政策。1976年《种族关系法》再次延长了这一政策。
2000 年《种族关系修正案》旨在促进反歧视政策，以解决该国根深蒂固的系统性种族和族裔不平等问题，这表明英国政府制定了解决种族不平等和仇恨犯罪的政策。2018 年，联合国种族不容忍状况特别报告员分析了该国的种族不容忍状况。他们评估认为，该国的现状仍然根植于对少数群体的社会经济排斥。英国在住房、就业、健康等许多机构中仍然存在不平等现象。这意味着种族继续决定着人们的生活水平。此外，英国的政治气氛也变得越来越紧张，比如政府的移民政策。敌对环境对少数群体的负面影响表现为仇恨言论和暴力事件的增加。
与英国的媒体和文化研究机构一样，“民族关系”通常在社会学系或其他人文学院作为一门松散的独立学科来教授。
英国主要的理论家包括保罗·吉尔罗伊、斯图尔特·霍尔、理查德·詹金斯、约翰·雷克斯、迈克尔·班顿和塔里克·莫杜德。

## 社会心理学

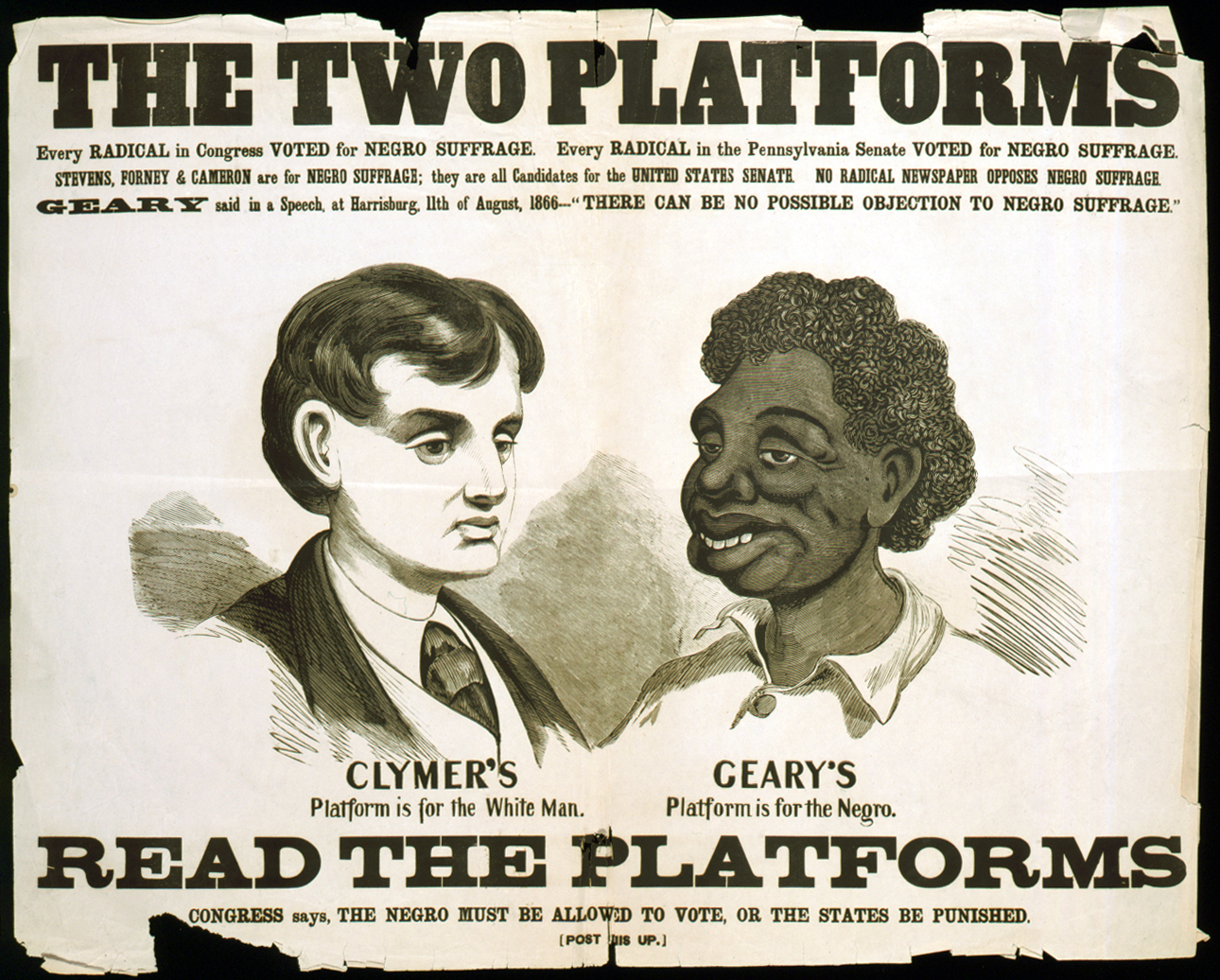
1. 1866 年宾夕法尼亚州州长选举中的种族主义政治竞选海报

社会心理学与种族和族裔关系社会学是相互关联的领域，它们共同探讨种族和族裔如何影响个体的行为、态度和社会互动。虽然这两个学科都致力于理解种族和族裔的动态，但它们从不同的视角来探讨这个问题。然而，这两个领域的研究结果相辅相成，揭示了种族和族裔影响个人和集体体验的复杂方式。
有关种族关系的最重要的社会心理学发现之一是，被刻板印象化的群体成员会将这些刻板印象内化，从而遭受各种有害后果。例如，在一种称为刻板印象威胁的现象中，如果被刻板印象化为考试成绩较差的种族和民族群体的成员被提醒这种刻板印象，他们在考试中的表现会更差。 这种影响非常强烈，即使只是在考试前要求考生说明其种族（例如在多项选择题上填写“非裔美国人”）也会显著改变考试成绩。 一项特定的社会学研究发现，这种负面刻板印象可以当场产生：Michael Lovaglia 等人（1998 年）的一项实验表明，如果让左撇子相信他们在某种考试中属于弱势群体，他们就会遭受刻板印象威胁。然而，有人认为刻板印象威胁受到出版偏见的影响。

## 审计研究
主条目：审计研究
另一项重要的种族研究是审计研究。审计研究方法创造了一个人工群体，其中不存在种族间的平均差异。例如，将白人和黑人审计员组进行匹配，除了种族之外，还要匹配其他所有类别，并对他们进行彻底的培训，使他们以相同的方式行事。他们给出几乎相同的简历，然后被派去面试相同的工作。简单的均值比较就可以得到关于歧视的有力证据。社会学中最著名的审计研究是哈佛大学社会学家德瓦·佩格尔的《犯罪记录的痕迹》。这项研究比较了刚从监狱释放的黑人和白人男性的就业前景。其主要发现是，黑人在申请服务业工作时受到严重歧视。此外，有犯罪记录的白人获得面试机会的几率与没有犯罪记录的黑人差不多。加州大学洛杉矶分校社会学家 S. 迈克尔·加迪斯 最近进行的另一项审计研究考察了精英私立和优质公立高等教育机构的黑人和白人大学毕业生的就业前景。这项研究发现，从哈佛大学等精英学校毕业的黑人获得面试机会的可能性与从马萨诸塞大学阿默斯特分校等州立学校毕业的白人差不多。

## 进一步阅读
- Banton, M. 1987。《种族理论》。剑桥：剑桥大学出版社。
- Ellis, J. 2011.种族关系 | 文化与民族。USARiseUp
- Feagin, J. 2003.种族与族裔关系. Prentice Hall（第 8 版）
- 吉布森，罗伯特。1978 年。布克·T·华盛顿和 WEB 杜波依斯：黑人领导问题。耶鲁大学
- Jenkins, R. 2008.《重新思考种族》。伦敦：Sage（第二版）。
- Malesevic, S. 2004.《族群社会学》。伦敦：Sage。
- Omi, M. & Winant, H. 1986.《美国的种族形成》。纽约：Routledge
- Thomas, C. 2022.监狱监禁对当地劳动力市场、种族和正义的种族化后果。
- Vera, H; Feagin, J. 2007. 《种族和族裔关系社会学手册》。Springer
- Wilson, H. 2006.种族和族裔关系社会学。布莱恩特
- 诸葛漫等人（2015），《参与——与澳大利亚原住民和托雷斯海峡岛民进行尊重和互惠互动的指南》及其艺术实践和知识产权，澳大利亚政府：土著文化支持。